# Haasiasaurus
Haasiasaurus — це вимерлий рід ранніх мозазаврів, спочатку названий «Haasia» (M. J. Polcyn et al.) на честь палеонтолога Георга Хааса. Оригінальна назва була молодшим омонімом Haasia Bollman, 1893, роду багатоніжок. Гаазіазавр був одним із найстаріших сеноманських мозазаврів, довжина якого становила 1 метр. Рід містить вид Haasiasaurus gittelmani, який був знайдений у сеноманських скелях 100 мільйонів років тому (верхня крейда) біля Ейн-Ябруда, на палестинському Західному березі, приблизно за 20 кілометрів на північ від Єрусалиму.